# Departamento Bahía Thetis
Bahía Thetis (hasta 1904 Buen Suceso) fue un antiguo departamento que formó parte del Territorio Nacional de la Tierra del Fuego, Antártida e Islas del Atlántico Sur. Tenía una superficie de 5.867 km².
Apareció en 1885 bajo el nombre de Buen Suceso a partir del decreto de división de la gobernación de Tierra del Fuego en departamentos. En 1904 se cambió su nombre por el de Bahía Thetis y su tamaño disminuyó (ya que parte de él comenzó a formar el Departamento Isla de los Estados) y en 1970 fue incorporado al departamento Ushuaia a partir del decreto de la gobernación n° 149.

## Historia
El Departamento Buen Suceso fue creado por decreto del 27 de junio de 1885:

Artículo 1: Divídese el territorio de la Tierra del Fuego en tres departamentos, que se denominarán: Ushuaia, Buen Suceso y San Sebastián.

Artículo 2: Asígnanse como límites á estos departamentos los siguientes: (...)

2.° Buen Suceso: por el Norte, naciente y Sur, el Océano Atlántico comprendiendo la isla de los Estados; y por el poniente, el dicho 67° de longitud Oeste de Greenwich.
 (...)
Decreto del 27 de junio de 1885

El decreto de división administrativa de los territorios nacionales del 19 de mayo de 1904 elevó a cuatro el número de departamentos en Tierra del Fuego, modificando los límites del de Buen Suceso. Además, también modificó su nombre, pasando a llamarse Bahía Thetis:

(...)

III.— BAHÍA TETHYS. Límites: Norte— Océano Atlántico. Este — Océano Atlántico. Sur — Canal del Beagle y Océano Atlántico. Oeste — Meridiano 9°, límite con el departamento Ushuaia.
(...)
Decreto de división administrativa de los territorios nacionales

No se estableció una capital. Además, se creó el Departamento Isla de los Estados con parte del ex departamento Buen Suceso.
El 8 de abril de 1970 el gobernador, capitán Gregorio Lloret, dictó el decreto N° 149 estableciendo una nueva división departamental en cuatro departamentos. El de Bahía Thetis dejó de existir, pasando a ser parte del departamento Ushuaia.

## Localidades
Entre 1887 y 1889 la subprefectura de Tierra del Fuego estuvo instalada en la bahía Buen Suceso. Luego, la zona quedó como un área marginal hasta el día de hoy.
En 1889 se instaló la subprefectura «Bahía Thetis» que permanecería activa hasta 1896, año en que fue trasladada a Río Gallegos.
Entre 1946 y 1952 existió la factoría lobera «Bahía Thetis». Actualmente permanecen algunas de las casas en estado de abandono, y solo una de ellas se mantiene en buen estado de conservación a modo de refugio, gracias a quienes frecuentan el lugar. En 1949, se realizó el primer conocimiento geológico del área de la bahía. En aquel refugio se conservan cuadernos de firmas históricas, que datan de la década de 1960.